# Curfew (film)
Pour les articles homonymes, voir Curfew.
Curfew (terme qui signifie « couvre-feu » en anglais) est un court métrage américain réalisé par Shawn Christensen et sorti en 2012.
Il a remporté l'Oscar du meilleur court métrage en prises de vues réelles en 2013, et a été primé dans de nombreux festivals.

## Synopsis
Un trentenaire dépressif doit s'occuper pendant quelques heures de sa nièce de 9 ans, qu'il ne connaît pas.

## Fiche technique
- Réalisation et scénario : Shawn Christensen
- Lieu de tournage :  Chinatown (Manhattan)
- Production :  Fuzzy Logic Pictures
- Durée : 19 minutes
- Musique : Darren Morze
- Image : Daniel Katz
- Date de sortie : janvier 2012

## Distribution
- Fátima Ptacek
- Shawn Christensen
- Kim Allen

## Distinctions
- Oscar du meilleur court métrage en prises de vues réelles en 2012
- Primé au Festival du cinéma international en Abitibi-Témiscamingue
- Prix du public au festival du court métrage de Toulouse
- Prix du public au Festival international du court métrage de Clermont-Ferrand